# Предсједник Републике Финске
Предсједник Републике Финске (фин. Suomen tasavallan presidentti, швед. Republiken Finlands president) је шеф државе у Финској. Од 2024. године предсједник је Александар Стуб.

## Избор
Предсједник Републике Финске се бира на општим изборима. Мандат предсједника редовно траје шест година, али уколико је предсједник спријечен бира се нови предсједник на мањи мандат. За предсједника може бити изабран само фински грађанин по рођењу. Једно лице може бити највише два пута узастопно бирано.
Кандидата за предсједника може предложити политичка странка која има мјесто у Едускунти или најмање 20.000 људи са правом гласа. Уколико постоји само један кандидат, он аутоматски постаје предсједник без гласања. Уколико је више кандидата, побјеђује кандидат који има најмање 51% гласова. Уколико ниједан кандидат нема толико, два кандидата са највећим бројем гласова иду у други круг. У случају равне подјеле гласова, кандидат се бира жријебом.
При ступању на дужност предсједник полаже заклетву пред Едускунтом и затим преузима дужност од одлазећег предсједника.

## Надлежности
Надлежности предсједника Републике Финске су непосредно одређена у Уставу, али предсједник може вршити и друга овлашћења на основу закона. Извршну власт врши предсједник и Државни савјет који мора имати подршку Едускунте.
Предсједник углавном доноси одлуке на предсједничким засједањима којима он предсједава. Сви министри присуствују овим засједањима. Такође су присутни канцелар правде или замјеник канцелара правде и секетар засједања који води записник.
На предлог премијера, а након консултовања са парламентарним клубовима, предсједник може распустити парламент и расписати пријевремене изборе. Предсједник такође отвара и затвара засједања Едускунте сваке године уз пригодну церемонију.
Премијера и остале министре именује и разрјешава предсједник Републике Финске. Након консултовања са парламентарним клубовима, предсједник предлаже Едускунти кандидата за премијера. Уколико кандидат добије повјерење Едускунте он постаје премијер и затим формира Државни савјет. Уколико парламент искаже неповјерење премијеру касније, предсједник Републике Финске је дужан да га разријеши.
Предсједник Републике Финске именује:
- гувернера и остале чланове Одбора Банке Финске;
- провинцијске гувернере;
- канцелара правде и вицеканцелара правде;
- главног тужиоца и замјеника главног тужиоца;
- сталне државне подсекретаре — највише службенике министарстава;
- сталног секретара и подсекретаре Министарства спољних послова, инспекторе амбасада и амбасадоре;
- шефове централних агенција.

Предсједник Републике Финске такође поставља:
- официре Оружаних снага и Граничне гарде;
- сталне судије, укључујући предсједнике и чланове Врховног суда и Врховног управног суда, Апелационог суда и Апелационог управног суда.

Предсједник Републике Финске закључује уговоре са другим државама у сагласности са Државним савјетом. Већину међународних уговора мора прихватити Едускунта, а друге потврђује предсједник својим указом. Одлуке о објављивању рата и закључивању мира доноси предсједник са пристанком Едускунте.
Предсједник је дужан да потврди и потпише све законске предлоге које је усвојила Едускунта пре но што постану закони. Он га мора пописати у року од три мјесеца и има право да затражи мишљење Врховног суда или Врховног управног суда. Уколико предсједник не потпише закон у року, Едускунта га поново разматра и усваја и тада он ступа на снагу и без потписа предсједника. Предсједнички вето је углавном успјешан у спречавању законског предлога да постане закон.
Предсједник има право да даје помиловања. Општа помиловања може давати, али уз пристанак Едускунте.
Предсједник Републике Финске је врховни командант Оружаних снага, али може препустити овај положај другом финском грађанину. Као врховни командант, предсједник има право да доноси војне наредбе које се тичу војне одбране, организације војске, војног кадра и војних чинова. Одлуке које се тичу војних наредби, предсједник доноси у сагласности са премијером и министром одбране. Предсједник одлучује о војним именовањима у сагласности са министром одбране.

## Списак председника
| Број | Портрет | Председник (Рођен–Умро)             | Почетак функције  | Крај функције                   | Политичка партија                      |
| ---- | ------- | ----------------------------------- | ----------------- | ------------------------------- | -------------------------------------- |
| 1    |         | Карло Јухо Стахлберг(1865–1952)     | 26.јул 1919.      | 2.март 1925.                    | Национална напредна странка (Ed.)      |
| 2    |         | Лаури Кристиан Релендер (1883–1942) | 2 March 1925      | 2 March 1931                    | Пољопривредна лига (ML)                |
| 3    |         | Пехр Евинд Свинхувуд (1861–1944)    | 2.март 1931.      | 1.март 1937.                    | Партија народне коалиције (Kok.)       |
| 4    |         | Кјости Каило (1873–1940)            | 1.март 1937.      | 19.децембар 1940 (умро)         | Пољопривредна лига (ML)                |
| 5    |         | Ристо Рити (1889–1956)              | 19.децембар 1940. | 4.август 1944. (поднео оставку) | Национална напредна странка (Ed.)      |
| 6    |         | Карл Манерхајм (1867–1951)          | 4.август 1944     | 11.март 1946.                   | Независан политичар                    |
| 7    |         | Јухо Кусти Пасикиви (1870–1956)     | 11.март 1946.     | 1.март 1956.                    | Национална коалиција Финске(Kok.)      |
| 8    |         | Урхо Кеконен (1900–1986)            | 1.март 1956.      | 27.јануар 1982                  | Центричка партија (Финска)             |
| 9    |         | Мауно Коивисто (1923–2017)          | 27.јануар 1982.   | 1.март 1994.                    | Социјалдемократска партија Финске(SDP) |
| 10   |         | Марти Ахтисари (1937–2023)          | 1.март 1994.      | 1. март 2000.                   | Социјалдемократска партија Финске(SDP) |
| 11   |         | Тарја Халонен (р. 1943)             | 1.март 2000.      | 1. март 2012.                   | Социјалдемократска партија Финске(SDP) |
| 12   |         | Саули Нинисте (р. 1948)             | 1.март 2012.      | 1. март 2024.                   | Национална коалиција Финске(Kok.)      |
| 13   |         | Александар Стуб (р. 1968)           | 1. март 2024.     | Тренутно                        | Национална коалиција Финске(Kok.)      |